# 田原氏能
田原 氏能（たわら うじよし、生年不詳 - 明徳4年（1393年））は、日本の南北朝時代から室町時代の武将。大友氏一族の田原氏出身。親貞、親昌の父。

## 生涯
父貞広が正平8年/文和2年（1353年）に筑前針摺原で九州探題一色範氏に従軍して敗死した為、祖父直貞から所領を譲られた。建徳元年/応安3年（1370年）に九州探題に任命された今川了俊と中国地方で合流、翌建徳2年/応安4年（1371年）6月に了俊の嫡男・貞臣に従い7月に豊後に上陸、8月に攻め込んできた菊池武政と翌文中元年/応安5年（1372年）正月まで高崎山城で攻防戦を繰り広げた。その後九州に上陸した了俊に従軍、筑前・肥前に転戦、大友親世の救援にも向かっている。
天授元年/永和元年（1375年）、泉福寺を創建。